# Isla de Mozambique
La Isla de Mozambique es una ciudad insular situada en la provincia de Nampula, en la región norte de Mozambique, que dio su nombre al país del que fue la primera capital. Debido a su rica historia, manifestada por un interesantísimo patrimonio arquitectónico, la isla fue considerada por la Unesco, en 1991 Patrimonio de la Humanidad.
Actualmente, la isla es un municipio, tiene un gobierno local electo. De acuerdo con el censo de 1997, el ayuntamiento tiene 42.407 habitantes, y de estos 14.889 viven en la Isla.
Su nombre, que muchos nativos la llaman Muipiti, parece ser derivado de Mussa-Ben-Bique, o Mussa Bin Bique, o incluso Mussa Al Mbique, personaje sobre quien se sabe poquísimo, pero que dio el nombre (en la segunda versión) a una nueva universidad, situada en Nampula.
La isla tiene cerca de 3 km de longitud y de 300 a 400 m de anchura y está orientada en el sentido nordeste-sudoeste a la entrada de la bahía de Mossuril, en una latitud aproximada de 15º02’ S y longitud de 40º44’ E. La costa oriental de la isla establece con las islas hermanas de Goa y de Sena (también conocida por Isla de las Cobras) el Golfo de Mozambique. Estas islas, así como la costa próxima, son de origen coralino.
Arquitectónicamente, la isla está dividida en dos partes, la "ciudad de piedra" y la "ciudad de macuti", la primera con cerca de 400 edificios, incluyendo los principales monumentos, y la segunda, en la mitad sur de la isla, con cerca de 1200 casas de construcción precaria, pero muchas de las casas de piedra están igualmente cubiertas con macuti.
La isla de Mozambique está unida al continente por un puente de cerca de 3 km de longitud, construido en los años 60.

## Historia

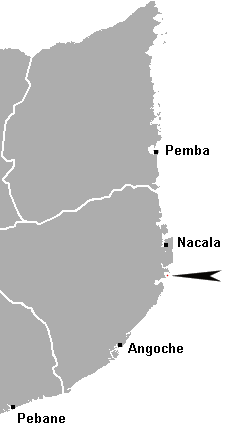
La isla de Mozambique está situada cerca de Nacala.

Cuando Vasco da Gama llegó, en 1498, a la isla de Mozambique era una población suajili de árabes y negros con su jeque, subordinado al sultán de Zanzíbar y continuaba siendo frecuentada por árabes que proseguían su comercio de siglos con el Mar Rojo, Persia, la India y las islas del Índico. Donde en la isla es hoy el Palacio de los Capitanes Generales (Palácio dos Capitães-Generais), hicieron los portugueses la Torre de San Gabriel en el año de 1507, fecha en que ocuparon la isla, construyendo la pequeña fortificación que tenía 15 hombres para proteger la factoría instalada en ella.
La Capilla de Nuestra Señora del Baluarte (Capela de Nossa Senhora do Baluarte), construida en 1522 en el extremo norte de la isla, la más próxima a Isla de Goa, es el principal ejemplo de arquitectura manuelina en Mozambique.
En 1558 empezó la construcción de la Fortaleza de San Sebastián (Fortaleza de S. Sebastião) - totalmente construida con piedras que constituían el lastre de los buques, algunas de ellas se ven aún en la playa próxima - que se terminó en 1620 y es la mayor del África Austral. Esta fortaleza era importantísima, porque la isla se había convertido en el puerto comercial de intercambio de telas y cuentas de India por oro, esclavos, marfil y palo santo de África. De esta isla partían todos los viajes comerciales hacia Quelimane, Sofala, Inhambane y Maputo y los árabes no querían perder los derechos comerciales que habían adquirido a lo largo de los siglos.
Además de los portugueses otros competidores europeos aparecen en la lucha por el control de las rutas comerciales. Los franceses consiguieron alcanzar el papel de intermediarios del negocio de la esclavitud en las islas del Índico, los ingleses comenzaban a controlar las rutas de navegación en esta región y los holandeses intentaron la ocupación de la isla en 1607-1608 y, como no lo consiguieron, la incendiaron.
La reconstrucción de la villa fue difícil, dado que el gobierno colonial existía solo para cobrar impuestos y estaba mucho más interesado en las tierras de Sofala - en Zambezia se había institucionalizado los Prazos de la Corona, y el desarrollo del comercio de oro en aquella región lleva a que la isla pierda su primacía. Entonces, los cristianos deciden fundar en la isla una Santa Casa de la Misericórdia que funcionará como Casa Consistorial, para la defensa de los ciudadanos y de la tierra, hasta 1763, año en que la población pasó a villa. Este giro resultó de la decisión del gobierno colonial de separar la colonia africana de la India portuguesa y crear una Capitanía General del Estado de Mozambique ubicada en la isla, en 1752. La villa volvió a prosperar y, en 1810 es promovida a ciudad.
La exportación de esclavos era el principal artículo comercial de la isla, tal como lo era de Ibo pero la independencia de Brasil en 1822, que era el principal destino de este comercio, volvió a dejar a la isla en el marasmo. El golpe final fue el traslado de la capital de la colonia para Lourenço Marques, en 1898.

## Galería

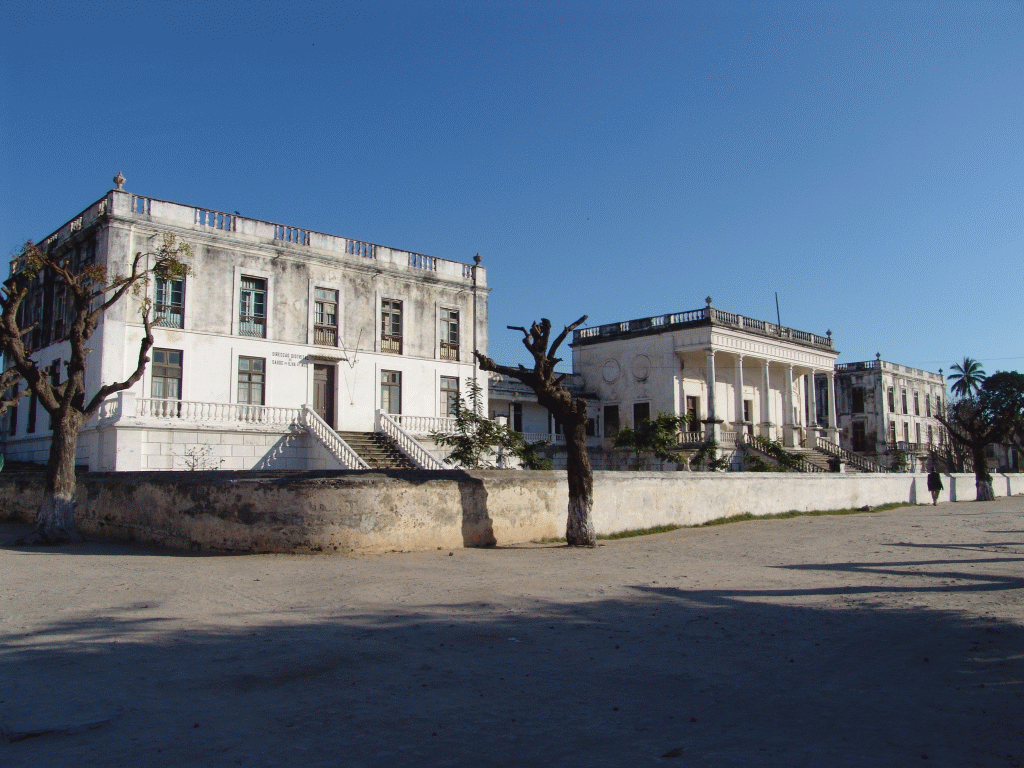
Antiguo hospital
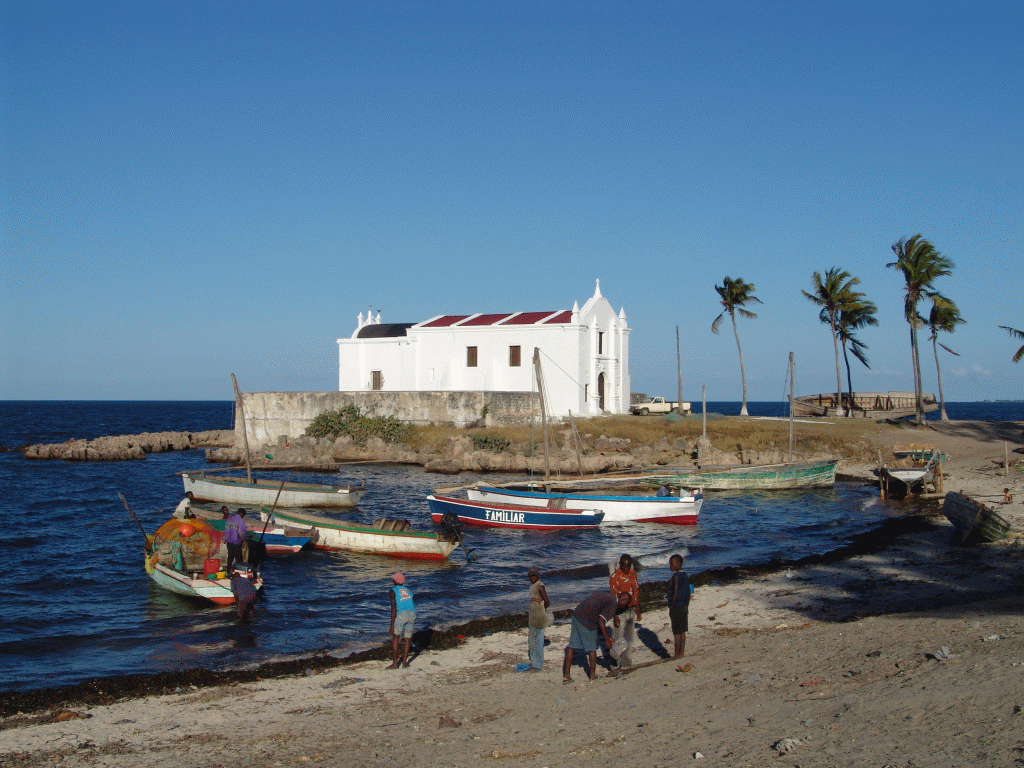
Iglesia de Santo António
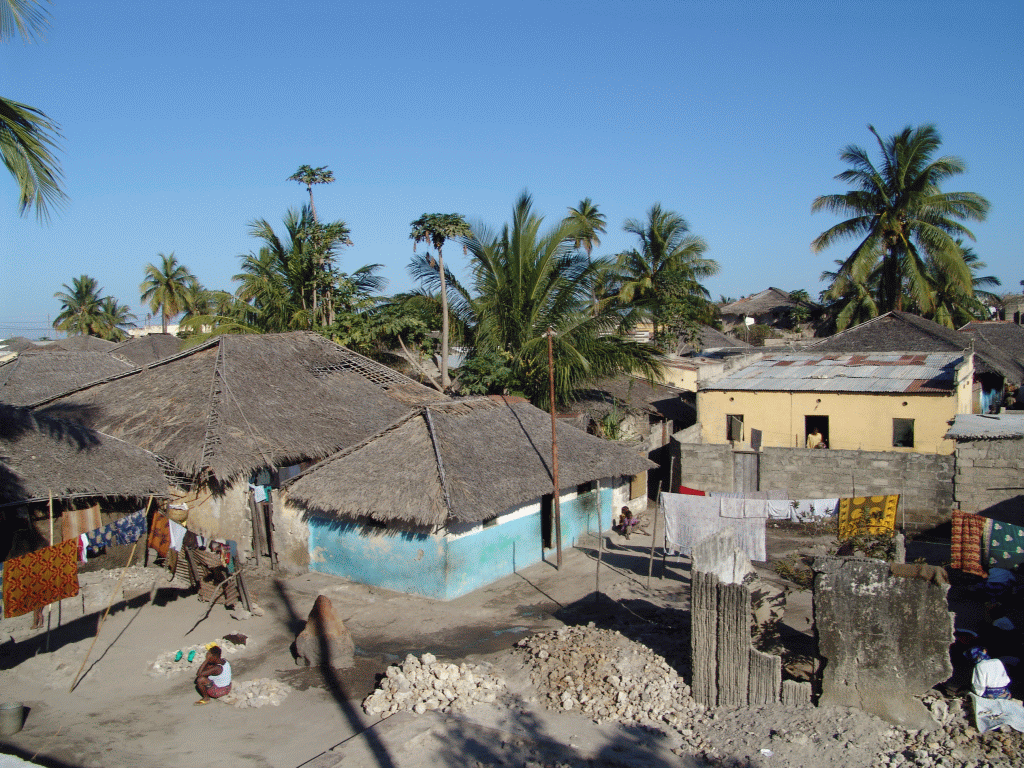
Ciudad de Makuti